# Olula del Río
Olula del Río es una localidad y municipio español situado en la parte central de la comarca del Valle del Almanzora, en la provincia de Almería, comunidad autónoma de Andalucía. Limita con los municipios de Macael, Purchena, Urrácal, Oria y Fines. Por su término discurre el río Almanzora.

## Toponimia
Ibn al-Jatib, en el siglo XIV, cita esta villa con el nombre de Goulula del Río estado en relación con Uleila del Campo.
Luis de Mármol, en el siglo XVI, le da los nombres de Olula y Ulula. Ginés Pérez de Hita lo cita como Uleyla.
En una donación al duque de Medinaceli se la cita como Ulula de Fines. Se ha escrito, por otro lado, que su nombre procede de la voz árabe Ulawa (altura, elevación).

## Geografía física

### Ubicación
Integrado en la comarca del Valle del Almanzora, se encuentra situado a 83 km por carretera de la capital provincial. El término municipal está atravesado por la carretera A-334, que conecta la ciudad de Baza con Huércal-Overa. La altitud del casco urbano es de 482 m s. n. m., mientras que la cota más alta alcanza los 1161 metros en el Cerro de los Corzos. El término municipal abarca 23,5 km², mientras que el perímetro de sus lindes tiene una longitud de 25 673 metros.
| Noroeste: Purchena          | Norte: Oria | Nordeste: Oria  |
| Oeste: Urrácal y Purchena   |             | Este: Fines     |
| Suroeste: Purchena y Macael | Sur: Macael | Sureste: Macael |

Es emblemática la llamada Piedra Ver de Olula, una montaña con forma vertical que se ve representada en el escudo 
del municipio.

### Riesgos naturales
El municipio de Olula del Río todavía no cuenta con un PTEL que cumpla con la Ley 5/2010 sobre autonomía local.

## Historia
Se tiene constancia del poblamiento de la zona desde, al menos, el neolítico y la Edad del Cobre, quedando como testigo de esta era la cueva de Humosa.
El poblado actual de Olula del Río data de época musulmana. Una vez finalizada la Reconquista, la zona de Olula del Río fue entregada a Luis de la Cerda y de la Vega, duque de Medinaceli, siendo transmitida posteriormente a sus herederos, hasta que en el año 1560 pasan a ser propiedad de la Corona. Durante la guerra de las Alpujarras, causada por la discriminación económica y social hacia los moriscos en el antiguo reino de Granada, el pueblo se unió a la rebelión, en consonancia con la mayoría de las poblaciones circundantes. Debido a la derrota del bando morisco, tanto soldados como civiles fueron hechos presos y encarcelados en la cercana alcazaba de Purchena, quedando en Olula del Río apenas cuatro familias de cristianos.
La burocracia frenó la repoblación de estas tierras hasta 1572, cuando llegaron una treintena de familias procedentes principalmente del Levante español, aunque hubo algunas pocas de origen aragonés e incluso francés.
Durante la autarquía franquista, en Olula del Río, a pesar de contar con una economía netamente agrícola, existía un déficit de producción. También se contaba con una cierta industria dedicada al mármol, aunque esto no frenaría el éxodo rural a otras zonas del país. Todos estos emigrantes huían de los bajos salarios y una precariedad de servicios entre los que se podía contar la carencia de un cuartel de Guardiia Civil, la inexistencia de escuela y alcantarillado, o las calles sin pavimentar. Con todo, durante estos años se fundó un equipo de fútbol y un grupo de danza para el entretenimiento popular.

## Geografía humana

### Organización territorial
Además de la cabecera municipal, Olula del Río cuenta también con varias entidades de población según el nomenclátor publicado por el Instituto Nacional de Estadística: Huitar Mayor, Huitar Menor, Polígono Industrial y La Noria.

### Demografía
Cuenta con una población de 6429 habitantes (INE 2024).
| Gráfica de evolución demográfica de Olula del Río entre 1842 y 2021                                                   |
| |
| Población de derecho según los censos de población del INE. Población de hecho según los censos de población del INE. |

Según el Instituto Nacional de Estadística de España, en el año 2020 Olula del Río contaba con 6 256 habitantes censados, que se distribuyen de la siguiente manera:
| Unidad poblacional | Hab.  |
| ------------------ | ----- |
| Olula del Río      | 5 737 |
| La Noria           | 232   |
| Huítar Mayor       | 204   |
| Huítar Menor       | 83    |
| TOTAL              | 6 256 |

### Economía
Su economía se centra en la industria del mármol, aunque cada vez más está en un proceso de tercialización, ofreciendo diferentes servicios a toda la comarca del Almazora.

#### Evolución de la deuda viva municipal
| Gráfica de evolución de deuda viva del Ayuntamiento de Olula del Río entre 2008 y 2019                                |
| |
| Deuda viva del Ayuntamiento de Olula del Río en miles de euros según datos del Ministerio de Hacienda y Ad. Públicas. |

## Símbolos
Olula del Río consiguió una autorización por parte del gobierno franquista para adoptar un escudo municipal según el BOE de 6 de junio de 1973, pero no inscribió este símbolo hasta 2004. A pesar de hacerse uso de una bandera, esta carece de carácter oficial ya que no se encuentra registrada como tal.

### Escudo
Su descripción heráldica es la siguiente:

En campo de plata, sobre ondas de azur y plata, dos montañas, de sínople y, entre ellas, un cerro, de sínople, sumado de un castillo derruido, de gules. Timbre con Corona Real de España.

### Bandera
La enseña del municipio tiene la siguiente descripción:

Bandera rectangular, de color blanco, con el escudo municipal en el centro.

## Política
Los resultados en Olula del Río de las últimas elecciones municipales, celebradas en mayo de 2023, son:
| Elecciones Municipales - Olula del Río (2023) | Elecciones Municipales - Olula del Río (2023) | Elecciones Municipales - Olula del Río (2023) | Elecciones Municipales - Olula del Río (2023) | Elecciones Municipales - Olula del Río (2023) |
| Partido político                              | Partido político                              | Votos                                         | %Válidos                                      | Concejales                                    |
| --------------------------------------------- | --------------------------------------------- | --------------------------------------------- | --------------------------------------------- | --------------------------------------------- |
|                                               | Partido Popular (PP)                          | 1.890                                         | 51,60%                                        | 7                                             |
|                                               | Partido Socialista Obrero Español (PSOE)      | 1.575                                         | 43%                                           | 6                                             |
|                                               | Vox                                           | 98                                            | 2,68%                                         | 0                                             |
|                                               | Con Andalucía                                 | 78                                            | 2,13%                                         | 0                                             |

| Legislatura | Nombre                                                            | Partido Político |
| ----------- | ----------------------------------------------------------------- | ---------------- |
| 1979-1983   | José Juan Rodríguez Jiménez                                       | UCD              |
| 1983-1987   | Juan José Fornovi Vives (1983-1986) José García López (1986-1987) | PSOE             |
| 1987-1991   | Eugenio Martínez Acosta                                           | UC-CDS           |
| 1991-1995   | Eugenio Acosta Martínez                                           | PA               |
| 1995-1999   | Eugenio Acosta Martínez                                           | PP               |
| 1999-2003   | Eugenio Acosta Martínez                                           | PP               |
| 2003-2007   | Antonio José Lucas Sánchez                                        | PSOE             |
| 2007-2011   | Antonio José Lucas Sánchez                                        | PSOE             |
| 2011-2015   | Antonio Martínez Pascual                                          | PP               |
| 2015-2019   | Antonio Martínez Pascual                                          | PP               |
| 2019-2023   | Antonio Martínez Pascual                                          | PP               |
| 2023-act.   | Antonio Martínez Pascual                                          | PP               |

## Servicios públicos

### Educación
La localidad cuenta con dos colegios de educación infantil y primaria, el CEIP Trina Rull y el CEIP Antonio Relaño. También tiene un centro de educación secundaria, el IES Rosa Navarro, que ofrece ESO, Bachillerato bio-sanitario, tecnológico, social, humanístico y artístico, además de diferentes grados de formación profesional. Para los más pequeños existen tres guarderías infantiles, privadas y públicas.
Está el conservatorio elemental de música. Además cuenta con una escuela de música municipal, una banda municipal de música, y la Agrupación Musical Cristo de las Aguas.

## Cultura

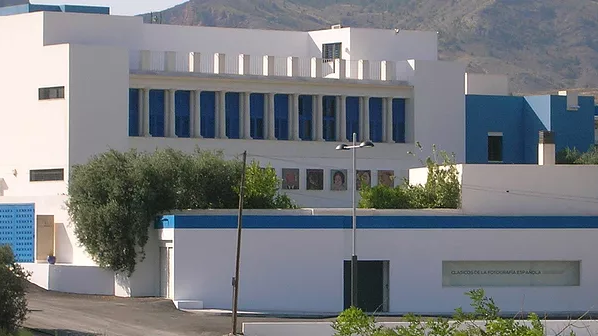
Museo Casa Ibáñez

### Patrimonio

#### Patrimonio religioso
Entre los principales lugares de interés del municipio destaca la iglesia conservada más antigua, dedicada a San Sebastián, patrón del pueblo, que fue diseñada en estilo neoclásico por el arquitecto Ventura Rodríguez. De cruz griega y cúpula vaída, la obra fue dirigida por su discípulo Juan Antonio Munar entre 1780 y 1789. Pocos años después de finalizar la obra aparecieron algunas grietas de asentamiento que motivaron un prolongado pleito, cuyas consecuencias fueron el encarcelamiento de Juan Antonio Munar y la expropiación de sus bienes, aunque finalmente se resolvió de forma favorable para el arquitecto.

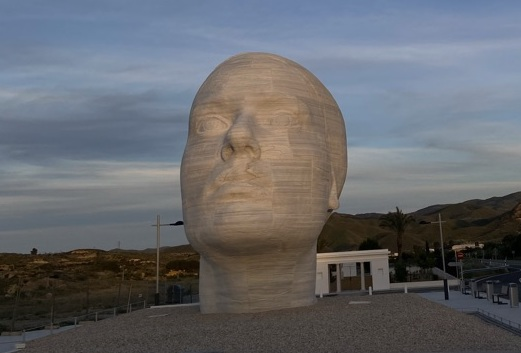
Mujer del Almanzora, de Antonio López

La iglesia de la Asunción, diseñada por el arquitecto Ramón Montserrat Ballesté, fue elaborada en piedra vista de mármol por los propios ciudadanos del pueblo en 1968, con un interior diáfano y suelo de mármol blanco.

### Entidades culturales

#### Museos
El Museo Casa Ibáñez, del artista local Andrés García Ibáñez, cuenta con pinturas de Goya, Antonio López, Joaquín Sorolla y Federico Castellón. También destaca la Mujer del Almanzora, de Antonio López, instalada en 2017 frente al Museo Casa Ibáñez, que actualmente es la escultura del mármol más grande de España.
El Centro Pérez Siquier, adscrito al Museo Ibáñez, está dedicado a la obra íntegra del fotógrafo almeriense Carlos Pérez Siquier. En septiembre de 2016, mediante contrato de comodato, Pérez Siquier cedió a la Fundación de Arte Ibáñez-Cosentino la totalidad de su archivo fotográfico y la gestión integral del mismo.

#### Asociaciones culturales
Existen en Olula del Río varias cofradías religiosas:
- Cofradía sacramental de Nuestra Señora de los Dolores
- Pre-hermandad del Santísimo Cristo de la Pasión
- Cofradía del Amor Fraterno
- Cofradía del Cristo de la Buena Muerte
- Pre-Hermandad del Santo Vía Crucis y Cofradía de Nazarenos del Santísimo Cristo de los Estudiantes, María Santísima de la Candelaria y Santa Mujer Verónica

### Patrimonio cultural inmaterial
A lo largo del año tienen lugar diversas celebraciones entre las que destacan las fiestas patronales en honor a San Sebastián y San Ildefonso, patrones de la localidad, el 19 al 23 de enero, con tirada de roscos de pan y carretillas, otra de la grandes fiestas de la localidad es Semana Santa, en la que procesionan las siguientes hermandades
Viernes de Dolores: Hermandad de nuestra señora de los Dolores
Domingo de Ramos: Procesión de las Palmas
Lunes Santo: Hermandad de la Pasión
Martes Santo: Prehermandad de los Estudiantes 
Jueves Santo(tarde): Cofradía de nuestro padre Jesús del amor y nuestra señora de la esperanza 
Jueves Santo(Madrugada): Cofradía del Cristo de la buena muerte
Viernes Santo(Tarde): Cofradía del amor y la esperanza 
Viernes Santo(Madrugada) Hermandad de la Soledad 

El 25 de julio se festeja a Santiago Apóstol, con feria en el barrio Santiago. La última semana de septiembre también tiene lugar la feria de Olula del Río en honor a la patrona, la Virgen del Carmen.
Otras fiestas importante son las Cruces de Mayo, en la pedanía de Huítar Mayor, y el 23 de junio la noche de San Juan.

## Deportes

### Entidades deportivas
En Olula del Río existe un equipo de categorías infantiles de fútbol 7, el E.F. Oolula del Río, que juega una liga a nivel provincial vistiendo una equipación blanca y verde.